# The Long Riders
The Long Riders (título español: Forajidos de leyenda; título latinoamericano: Cabalgata infernal) es un western estadounidense dirigido por Walter Hill y protagonizada por David Carradine, Dennis Quaid y Stacy Keach.

## Argumento
La película trata de la banda de James-Younger, que actuó en Misuri después de la guerra de Secesión y de la vida de cada uno de ellos. Asaltaban bancos y trenes. Con el tiempo se convirtieron en los bandidos más famosos del lugar. Como eran guerrilleros pro-confederados durante la guerra, ellos recibían cobijo por parte de aquellos que apoyaban a la Confederación, ya que estaban motivados por un sentimiento de hostilidad hacia el bando contrario que antes combatían durante la guerra, acontecimento en el que aprendieron todo al respecto. Al mismo tiempo el hombre que los buscaba, el Sr. Rixley de la agencia Pinkerton, recibía apoyo de aquellos que estuvieron al lado de la Unión. 
Como comete errores, la agencia Pinkerton falla en la captura de la banda, ya que con esos errores solo pone a aquellos que los cobijan aún más de su lado. Sin embargo, en 1876, la banda trata de robar un banco en el norte del país, que es descubierto ya antes por la gente del lugar. De esa manera pueden recibirlos correspondientemente preparados. Gran parte de la banda muere, mientras que los hermanos Younger, heridos, son arrestados. 
Sólo los hermanos James pueden huir y forman luego otra banda. Sin embargo Jesse James es traicionado y asesinado más tarde por los Ford, nuevos miembros de la banda, que los mataron a cambio de dinero por parte del Sr. Rixley, y Frank James se entrega entonces a Pinkerton a cambio de que pueda enterrar dignamente a su hermano, cosa que ocurre.

## Reparto
- James Keach - Jesse James
- Stacy Keach - Frank James
- David Carradine - Cole Younger
- Keith Carradine - Jim Younger
- Robert Carradine - Bob Younger
- Dennis Quaid - Ed Miller
- Randy Quaid - Clell Miller
- James Whitmore Jr. - Sr. Rixley
- Christopher Guest - Charlie Ford
- Nicholas Guest - Robert Ford
- Savannah Smith Boucher - Zee

## Producción
Para hacer la película se contrataron a actores hermanos para interpretar a los miembros de la banda que también tenían hermanos dentro de él. Inicialmente Jeff y Beau Bridges iban a interpretar a los hermanos Ford, pero al final Christopher y Nicholas Guest los sustituyeron.

## Recepción
Aunque tuvo un éxito moderado en taquilla, la obra cinematográfica se convirtió, según el punto de vista de los críticos, en uno de los mejores de su género de los últimos 30 años.